# 7618 Gotoyukichi
7618 Gotoyukichi eller 1997 AU4 är en asteroid i huvudbältet som upptäcktes den 6 januari 1997 av den japanska astronomen Takao Kobayashi vid Ōizumi-observatoriet. Den är uppkallad efter Yukichi Goto.
Asteroiden har en diameter på ungefär 6 kilometer.